# Ізабела Коїмбрська
Ізабе́ла (порт. Isabel; 1 березня 1432—2 грудня 1455) — португальська інфанта, королева Португалії (1447—1455). Представниця Авіської династії. Народилася у Португалії. Донька португальського інфанта, коїмбрського герцога Педру й урхельської графині Ізабели. Перша дружина португальського короля Афонсу V, що був її двоюрідним братом. Росла разом із майбутнім чоловіком при дворі свого батька, регента королівства. Стала фавориткою, а згодом — коханкою юного Афонсу. Заручившись (1445), вийшла за нього заміж (1447). Її шлюб загострив протистояння між Педру та його звідним братом, браганським герцогом Афонсу, який прагнув одружити короля на своїй онуці. Отримала від корони дохід з міст Сантарена, Алвайазере, Сінтри і Торреша-Ведраша. Зберегла прихильність короля до себе всупереч інтригам браганського герцога, що призвели до загибелі її батька при Алфарробейрі (1449). Керувала Коїмбрським герцогством до повернення брата Жуана з вигнання (1454). Добилася реабілітації покійного батька і урочисто перепоховала його у Батальському монастирі (1455). Народила чоловікові трьох дітей, з яких вижило двоє: свята Жуана і король Жуан II. Померла в Еворі, ймовірно від отруєння. Похована у Батальському монастирі.

## Імена
- Ізабе́ла Аві́ська (порт. Isabel de Avis) — за назвою династії.
- Ізабе́ла Кої́мбрська (порт. Isabel de Coimbra) — за батьківським титулом.
- Ізабе́ла Португа́льська (порт. Isabel de Portugal) — за країною.
- Єлизабе́та, або Єлизаве́та (лат. Elizabeth, Elizabetha) — латинська форма у офіційній документації.

## Родина
Чоловік — Афонсу V (1432—1481), король Португалії (1438—1481)
Діти:
- Жуан (1451), принц Португальський (1451), помер немовлям
- Жуана (1452—1490), принцеса Португальська (1452—1455), регент (1471), католицька блаженна
- Жуан II (1455—1495), король Португалії (1481—1495)